# Chambon-sur-Lac
Chambon-sur-Lac ist eine französische Gemeinde im Département Puy-de-Dôme in der Region Auvergne-Rhône-Alpes.
Auf der Gemeindefläche von 47 km² leben 407 Einwohner (Stand 1. Januar 2022).

## Sehenswürdigkeiten
Sehenswert sind die Kirche St-Étienne, erbaut Ende des 12. bis ins 13. Jahrhundert, auf dem Dorfplatz das Kreuz aus dem 15. Jahrhundert und insbesondere die Friedhofskapelle, ein Zentralbau aus dem 10. und 12. Jahrhundert am Hang nordwestlich der geschlossenen Bebauung jenseits der Durchgangsstraße.

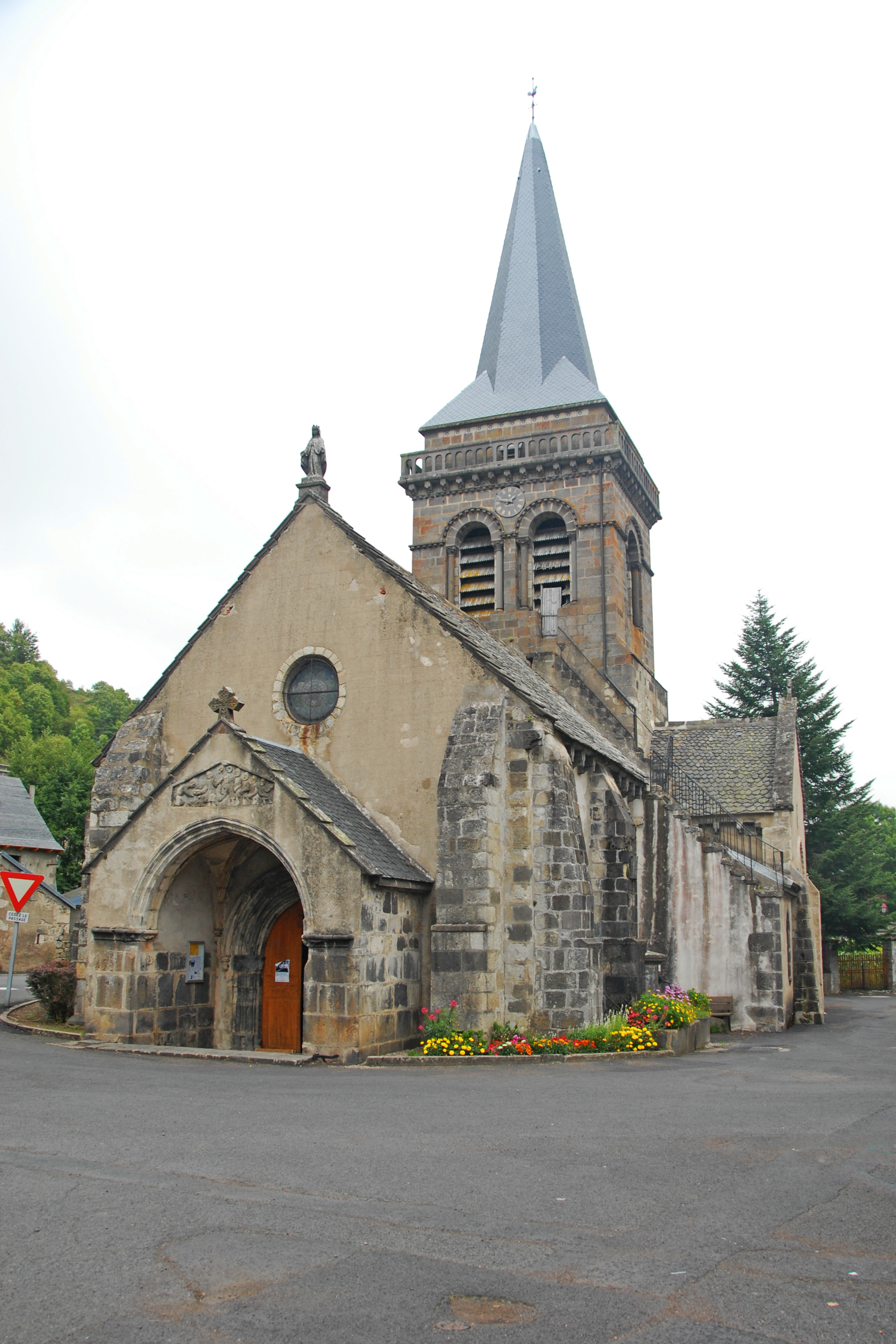
Kirche Saint-Etienne, Westseite
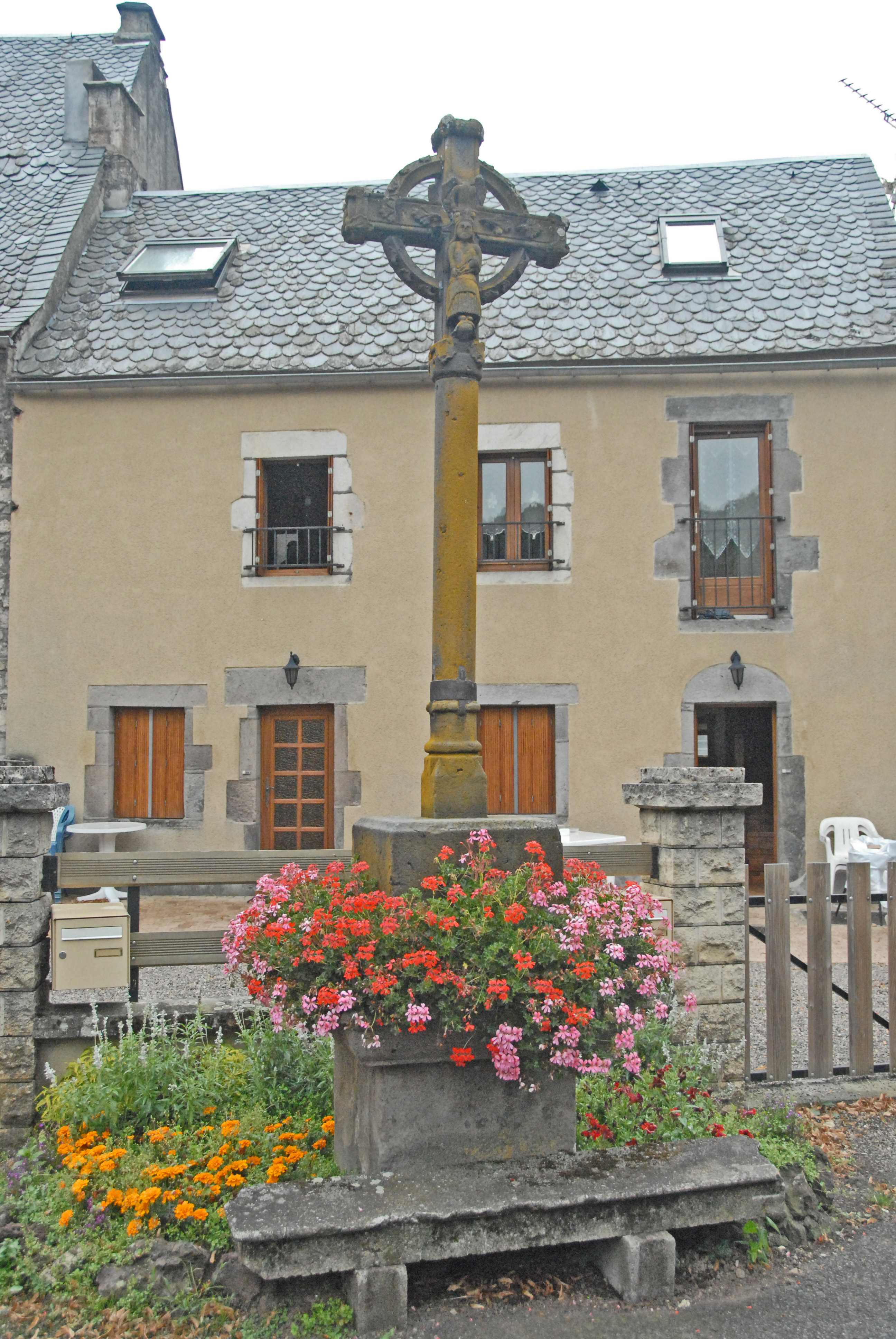
Kreuz auf dem Dorfplatz von Chambon-sur Lac
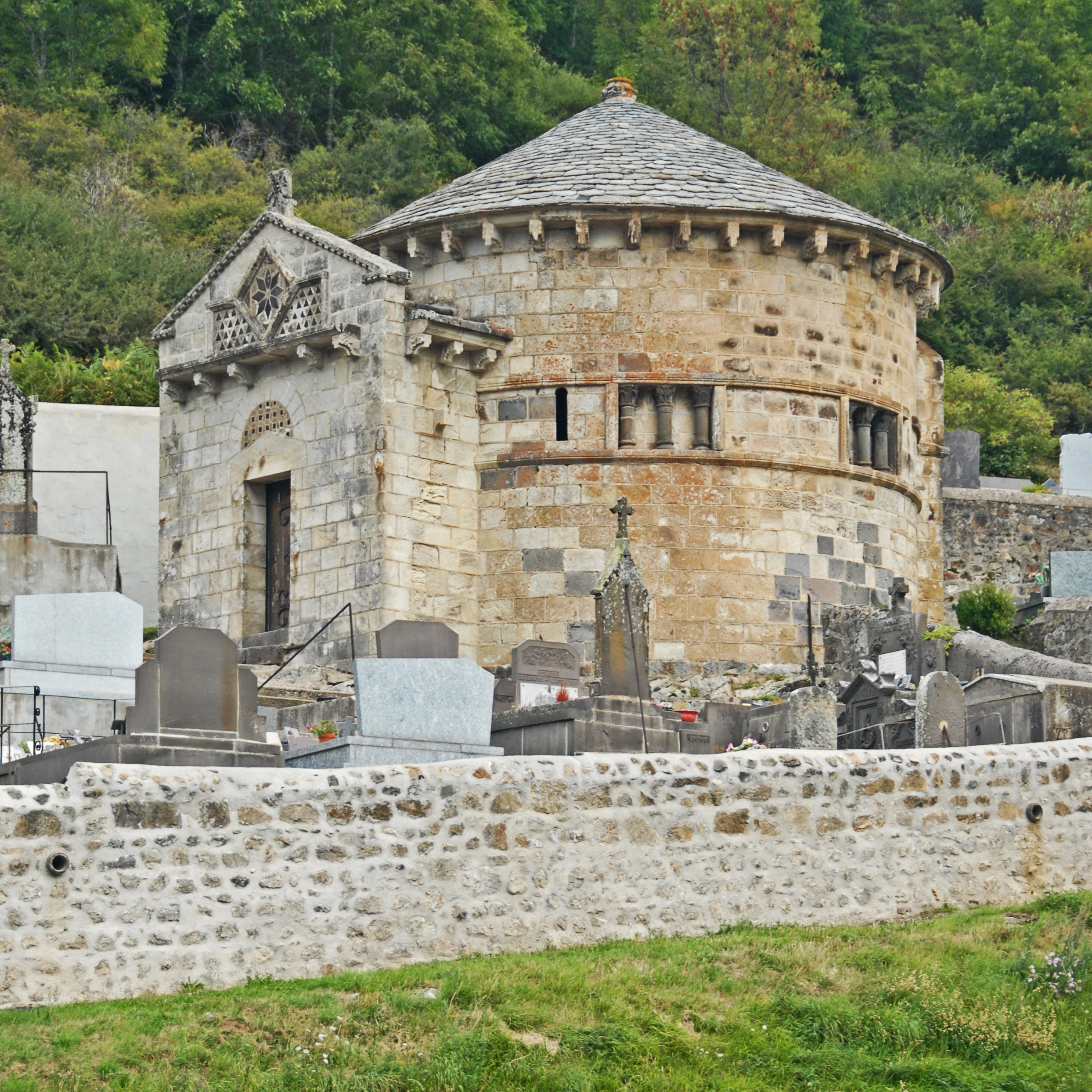
Friedhofskapelle Chambon-sur-Lac

Eine weitere Sehenswürdigkeit ist der östlich der Gemeinde gelegene See Lac Chambon.